# Etałon
Etałon (ros. Акционерное общество Всероссийский научно-исследовательский институт «ЭТАЛОН» – АО ВНИИ «ЭТАЛОН») – rosyjskie przedsiębiorstwo z branży radioelektronicznej.

## Historia
Działalność przedsiębiorstwa było zarejestrowane od 18 sierpnia 2005 r. z kapitałem zakładowym w wysokości 24 541 000 rubli. Prowadzłoi badania naukowe i prace rozwojowe w dziedzinie nauk technicznych obejmujące monitoring radiowy w zakresie 150 kHz - 40 GHz, lokalizacji źródeł emisji i zakłóceń radiowych, badania nad odpornością na zakłócenia systemów i środków komunikacji oraz badania nad tworzeniem, wdrażaniem i funkcjonowaniem tradycyjnych systemów łączności (radio, przekaźniki radiowe, światłowody itp.) oraz nowoczesnych systemów informatycznych i telekomunikacyjnych. Przedsiębiorstwo prowadzi również seryjną produkcję sprzętu i systemów mobilnych. Od 2014 r. przedsiębiorstwo było częścią korporacji Rostiech (ros. Объединенная приборостроительная корпорация» ГК «Ростех»). 
W trakcie swej działalności firma wzięła udział w 35. przetargach, z których wygrała 27. Liczba zatrudnionych pracowników oscylowała od 50. do 100.. W 2020 r. wzrosła do ok. 250 osób
W latach 2017–2021 Etałon dostarczył Siłom Zbrojnym Federacji Rosyjskiej systemy elektroniczne:
- MKTK-1A (ros. МКТК-1А) – system monitoringu skuteczności ochrony informacji i oceny środowiska elektromagnetycznego,
- 85IA6 Lejer-2 (ros. 85Я6 «Леер-2») – mobilny system walki elektronicznej na podwoziu samochodu GAZ-2330 - „Tiger-M”,
- R-452TK (ros. Р-452ТК) – zestaw narzędzi do wykrywania naruszeń bezpieczeństwa komunikacji.

Przedsiębiorstwo zostało zlikwidowanie 30 grudnia 2021 r.